# 發聲態
发声态（英語：phonation）是語音學的詞語，指发声时声门活动的状态。
最常見的兩種發聲態，是清聲（喉開態）和濁聲（常態濁聲），其差異在於聲帶是否振動，清聲不振動，而濁聲振動。帶清聲的音，叫清音；帶濁聲的音，叫濁音。典型的清音有清肺輔音，例如[t]、[s]等。而典型的帶濁聲的音有元音，例如[a]、[i]和濁肺輔音[b]、[z]等。

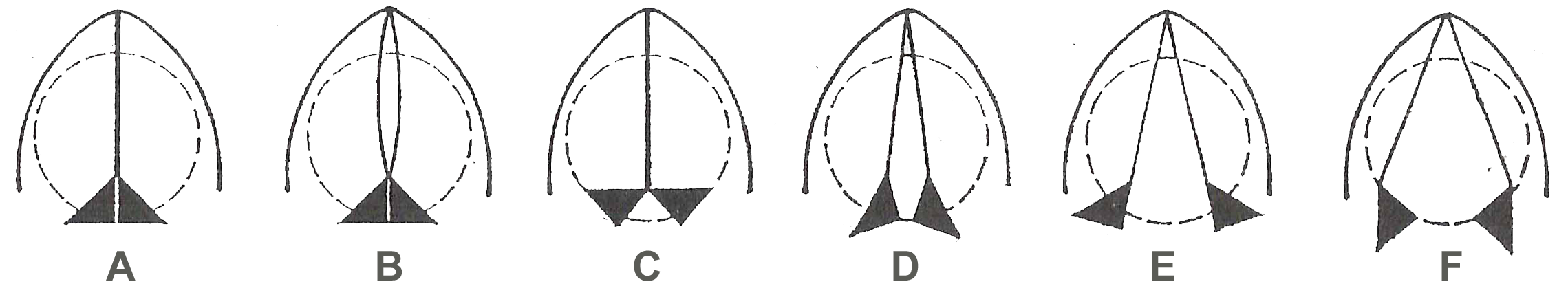
声门的不同状态：A 喉閉態、B 常態濁聲、C 耳語聲、D 氣聲、E F 喉開態

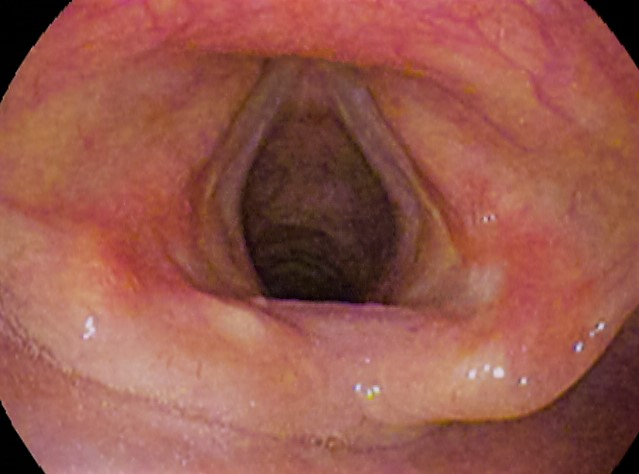
声带打开（喉开态）

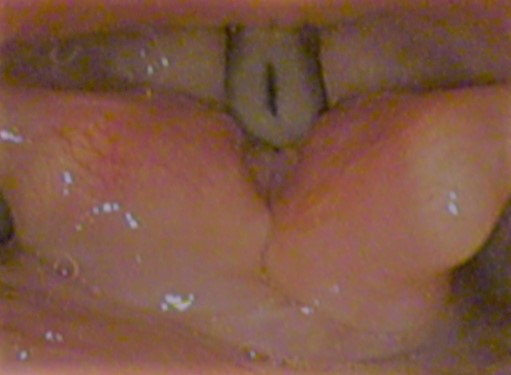
声带发声时

## 种类

### 单一发声态
| 带声   | 常态浊声 | 嘎裂声 | 假声   |
| 不带声 | 喉开态   | 耳语声 | 喉闭态 |

#### 常态浊声
常态浊声，即通常所说的「浊声」，两片声带靠近挤压，使得声带周期性的振动

#### 喉開態
喉開態，即通常所說的「清聲」，是指聲門完全敞開，聲帶肌肉放鬆，不振動。

#### 耳语声
耳语声（英語：whispering）。耳语时，常态下的清声仍是清声，而浊声则变为耳语声。

#### 嘎裂声
嘎裂声（英語：creaky voice），又稱氣泡音，是指利用聲帶。嘎裂声作爲現代標準漢語的上聲聲調的一個附加特徵存在。

#### 喉閉態
喉閉態，聲門完全閉合，不振動。

### 组合发声态

#### 气声类
气声（breathy voice）包括浊送气（voiced aspiration）和弛声（slack voice）。

## 外部連結
- States of the Glottis （页面存档备份，存于） (Esling & Harris, University of Victoria)
- Universität Stuttgart Speech production （页面存档备份，存于）
- A video showing phonation in action